# 金城街道 (凌海市)
金城街道，是中华人民共和国辽宁省锦州市凌海市下辖的一个乡镇级行政单位。

## 行政区划
金城街道下辖以下地区：
东街社区、南街社区、北街社区、铁新社区、铁北社区、东新社区、东湖社区、东花村、西花村、东彰村、西北彰村、梁山村、姚夏家村、东四合村、赵复兴村和三段村。